# Лактат железа(III)
Лактат железа(III) — неорганическое соединение, 
соль железа и молочной кислоты с формулой Fe(C3H5O3)3,
бурое аморфное вещество.

## Физические свойства
Лактат железа(III) образует бурое аморфное вещество,
растворяется в воде, не растворим в диэтиловом эфире.